# 日本映像教育社
日建学院 映像事業部（にっけんがくいん えいぞうじぎょうぶ）は、東京都豊島区に本社を置く日建学院の映像制作、映像技術請負、DVD教材の企画/制作/販売を行う部門である。
元は株式会社日本映像教育社であり、2015年1月1日に株式会社日建学院に吸収合併され、一事業部門となった。
事業部の所在地は、日本映像教育社時代と同じ、東京都新宿区河田町に存在する。

## 映像制作実績
- 大手化学繊維メーカー「製品プロモーション映像」
- 大手プラントメーカー「会社案内映像」
- 大手仏壇メーカー「イベント記録映像」
- 大手油圧機器・建設重機メーカー「社員教育用WEB動画」
- 大手ハウスメーカー「拡大営業研修」
- 大手自動車メーカー「製造工程映像」
- 大手ベアリングメーカー「会社案内」
- 大手ハウスクリーニング会社「社員教育マニュアルビデオ」
- 大手総合建設会社「事業紹介ビデオ」
- 大手生命保険会社「新入社員向け研修ビデオ」
- 大手工業会社「施工映像」
- 大手設備会社「年頭の挨拶・安全大会用 映像制作」
- 大手スーパー「新入社員向け研修ビデオ」
- 大手香料会社「会社案内ビデオ」
- 大手美容整形外科「病院紹介ビデオ」
- 大手学習塾「電話応対 こんな場合に」
- 大手タクシー会社「乗務員研修ビデオ」
- 大手研修会社「研修DVD制作」

（順不同）

## オリジナルDVD
- オフィスで使える！マナーも身につく！ ビジネス日本語（内定者編・新入社員編）
- 映像で学ぶ ビジネススタイル（全6巻）
- ドラマで学べる 交渉力（全6巻）
- ドラマで学べる 職場のメンタルヘルス（全6巻）
- 外国人のための FAQ（全10巻）

## 番組技術協力
- NHKサービスセンター「オリンピック選手取材」（NHK）
- 日経映像「日経おとなのOFF」（BSジャパン）「世界に挑むGLOBAL PROFESSIONALS」（BSジャパン）
- NEXTEP「ノンフィクション 渋谷劇場再編」（TOKYO MX）
- エンドレス・コミュニケーションズ「流派-R」（テレビ東京）「DANCE＠TV」（テレビ東京）
- ネクサス「開運!なんでも鑑定団」（テレビ東京）「ドライブ A GO!GO!」（テレビ東京）
- ロコモーション「TokYo,Boy」（TOKYO MX）「給与明細」（テレビ東京）
- 共同テレビジョン「日曜ビッグバラエティ 自給自足」（テレビ東京）
- イデア「やっぱりみなと ぐぐっとGOOD」（新宿みなとケーブル）
- 日テレグループ企画（旧：NTV映像センター）「企業ウォッチ21」（日本テレビ）
- グループ舵「MOTTO!」（テレビ朝日）

（順不同）

## 自社制作番組
- スーパーフライデー 母となる日のために（TBSテレビ）
- パチンコ新台マガジン（CS パチンコ★パチスロTV!）
- ガチプロⅡ（CS パチンコ★パチスロTV!）
- パチプルスタイル（CS パチンコ★パチスロTV!）他

（順不同）

## 歴史
- 2002年（平成14年）4月 株式会社建築資料研究社 映像事業部より 分社独立 映像制作、番組制作、ロケ撮影、スタジオ撮影、編集、MA業務開始
- 2003年（平成15年） DVD制作開始（オーサリング、デュプリケーターコピー）開始
- 2005年（平成17年） 新宿支店開設 「ライセンス医療福祉学院」開校
- 2012年（平成24年）11月 業務拡張により、新宿河田町へ全部署移転
- 2013年（平成25年）1月 日建学院公認校 事業開始（日建学院 各種講座 取り扱い開始）